# Треченто
Трече́нто (итал. trecento, дословно — «триста»; сокр. от итал. milletrecento — «1300») — наименование XIV века, принятое в итальянском языке.
В истории искусства и культуры «треченто» используется для обозначения определённого периода в развитии итальянского искусства Возрождения — периода Проторенессанса. Ведущим видом изобразительного искусства треченто была живопись: наиболее типична — сиенская школа живописи. В это время творил великий флорентиец, родоначальник реалистического направления Джотто ди Бондоне.
В литературе треченто произошёл поворот к гуманизму: творили Данте, Петрарка, Боккаччо.
«Ренессансные» процессы происходили и в итальянской музыке, которые, объединяя с аналогичными процессами во Франции, историки описывают как Ars nova.